# Model Graphix

Model Graphix (モデルグラフィックス) est un magazine japonais lancé en 1984 et spécialisé dans le modélisme aéronautique. C'est un seinen (parution destinée davantage à un public de jeunes hommes) publié à un rythme mensuel, en fin de mois, par l'éditeur Dai Nippon Kaiga.
Model Graphix est connu pour avoir prépublié plusieurs mangas. Il publie notamment de courtes histoires dessinées par l'animateur et mangaka Hayao Miyazaki : L'Âge des hydravions en 1989 (dont il s'inspire ensuite pour son film Porco Rosso), Le Retour de Hans en 1994, la série en six épisodes Des tigres couverts de boue en 1998-1999 sur la vie du conducteur de chars allemand Otto Carius, puis Le vent se lève en 2008 sur la vie de l'ingénieur japonais Jirō Horikoshi, manga sur lequel il se base ensuite pour un film d'animation en 2013.